# Pyrenopeziza pezizelloides
Pyrenopeziza pezizelloides är en svampart som tillhör divisionen sporsäcksvampar, och som beskrevs av Rehm och Romell. Pyrenopeziza pezizelloides ingår i släktet Pyrenopeziza, och familjen Dermateaceae. Arten är reproducerande i Sverige.